# Belo Polje
Belo Polje es un pueblo ubicado en el municipio de Obrenovac, en Belgrado, Serbia.

## Superficie
Posee una superficie de 6,022 kilómetros cuadrados.

## Demografía
Hasta 2022 la población era de 1921 habitantes, con una densidad de población de 319,0 habitantes por kilómetro cuadrado.